# Досо де Фрати (Кремона)
Досо де Фрати је насеље у Италији у округу Кремона, региону Ломбардија.
Према процени из 2011. у насељу је живело 39 становника. Насеље се налази на надморској висини од 31 м.